# Frota E do Metrô de São Paulo
A Frota E do Metrô de São Paulo é uma série de TUEs fabricados pela Alstom entre os anos de 1996 e 1999.

## História

### Projeto e construção
Com a ampliação da rede do metrô, surgiu a necessidade da ampliação de sua frota. Assim, em 1991, a Companhia do Metropolitano de São Paulo realizou o processo de licitação nº 00800310 para a compra de 67 trens de 6 carros, divididos da seguinte forma :
- Lote I – 45 trens para a Linha Vila Madalena-Vila Prudente
- Lote II- 22 trens, sendo 16 para complementação de frota da Linha 3 e 6 para a expansão Itaquera-Guaianases.

A licitação foi vencida pela Mafersa, porém a empresa nunca conseguiu fabricar os trens, pois faliu em meio a uma grave crise econômica (potencializada pela falta de fundos da Companhia do Metropolitano para processar tal aquisição). No entanto, parte do contrato (lote II) permaneceu válida (após acórdão realizado em 1992 no Tribunal de Contas do estado de São Paulo), gerando uma controvérsia jurídica (vide seção Controvérsias), sendo assumido pela empresa francesa Alstom (que adquiriu parte do parque fabril da Mafersa em São Paulo).
A Alstom retomou a fabricação de 11 trens do Lote II em 1996, tendo sido entregues em setembro de 1999. Como ação inédita, a Companhia do Metropolitano e a Alstom elaboraram um concurso cultural para escolher um nome para nova frota do metrô. Foi escolhido o nome Milênio, com um logotipo especial adotado abaixo do para-brisas da cabine do trem, os vencedores recebendo miniaturas da composição.

### Operação
Inicialmente construídos para atender a Linha 3, os 11 trens acabaram sendo transferidos para a Linha 2, que ainda não contava com frota própria. Em 2014, eram os trens com o maior número de falhas da frota do Metrô, com desempenho inferior até mesmo aos trens da Frota A, fabricados entre 1972 e 1978. Segundo especialistas, o projeto da Frota E possui falhas na motorização, suspensão e ventilação. 
Atualmente, a Frota E é a única do metrô que não possui sistema de ar condicionado. Embora existam planos para a aquisição de novos trens, não foi confirmada o destino dessa frota.

## Controvérsias
Para ampliar sua frota, a Companhia do Metropolitano usou em 2007 o contrato de 1992 para adquirir mais 16 trens (um aditivo de 15% em relação ao contrato original). Assim, foram adquiridos novos trens da Alstom, sendo nomeados Frota G. Essa manobra jurídica, porém, foi condenada pelo Tribunal de Contas do estado de São Paulo em novembro de 2017, pois, segundo o tribunal, a validade máxima dos contratos não poderia ultrapassar cinco anos, e essa licitação, por ser de 1992, haveria vencido em 1997 (essa decisão atingindo também a Frota E, entregue apenas em 1999).

## Acidentes e incidentes
- 23 de dezembro de 2006 - Uma bomba foi detonada em um dos carros de um trem da Frota E entre as estações Ana Rosa e Chácara Klabin. O atentado não deixou feridos.[9]